# 平尾リョウ
平尾 リョウ（ひらお リョウ、男性、10月21日 - ）は、日本の漫画家・イラストレーター・キャラクターデザイナー。香川県高松市出身。

## 略歴
高校時代にネットとゲーム雑誌に絵を投稿するようになり、漫画とデザイナーを志願。
スクウェア(現：スクウェア・エニックス)でキャラクターデザイン・演出を担当後、独立。
漫画連載の他、イラスト、キャラクターデザインなど多方面で活動。

## 人物
漫画作品に「放課後カタストロフィ」、「4じてん。」。
キャラクターデザインとして3DS「レジェンド オブ レガシー」、マイナビニュース/マイナビ賃貸 マスコットキャラクター「マイナビベア」、ゲームマーケット公式キャラクター「チップ、コロ、バン」など。
好物はうどん、三ツ矢サイダー。
人生で初めて書いたイラストは『テーブルトークRPG』に使う彼のキャラクター。
好きなイラストレーターは伊藤若冲とイヴァン・ビリビン。
好きなキャラクターは『悠久の車輪』の「マジョラム」。会社員時代の最後にデザインしたキャラクターであり、自由に自分好みで描いてほしいと言われており、印象に残ってる。
好きなゲームはスクウェア・エニックス全般とセガハード作品全般。ゲーム会社を目指すきっかけであり、影響を受けてる。

## 作品リスト

### 漫画
- 銀のシャチ 千のセンジュ -鳥- (ヤングガンガンNO.9 2016年)(読み切り)
- 放課後カタストロフィ-Re:THE END of the end-(原作：猪原賽、月刊ヒーローズ)全3巻
- くまにっぽう ～マイナビベアの日々 (マイナビニュース)
- ガンダム キャラクロ！化計画 (月刊Newtype)
- 4じてん。 (月刊Newtype(4コマ)・ニュータイプエース(ストーリー漫画)・4コマnanoエース(4コマ))
- 機動戦士ガンダム00 キャラクロ！ (ガンダムエース)
- ヴェルギリウスの卵 (電撃マオウ)(読み切り)
- 異世界偏愛アンソロジーシリーズ(TOブックス刊)(漫画とイラスト)
- 英雄代理忍(LINEマンガ)WEBTOON
- 処刑された最強の軍用魔術師、敗戦国のエルフ姫と国家再建す〜祖国よ邪魔するのは勝手だが、その魔術作ったの俺なので効かないが？〜（原作：虎戸リア、『COMICアーク』2024年9月18日[5] - 連載中）

### イラスト
- アークライト 人狼カードゲーム『はじめての人狼』（コンセプトデザイン/カードイラスト）
- ブシロード『モンスターコレクションTCG』シリーズ
- 新紀元社 『ボードゲーム・ストリート』シリーズ（表紙イラスト）
- 新紀元社 『Let’s Play! モンスター図鑑: 厄災のドラゴン』加藤ヒロノリ/杉浦武夫(著)（表紙/挿絵）
- 集英社 『日本の名作「こわい話」傑作集 (集英社みらい文庫)』（表紙/挿絵）
- ジャイブ『常夏の島に刃が踊る Replay：ゲヘナ～アナスタシス～』（挿絵・プレイヤー参加）
- 新紀元社 『ダークブレイズ 狭間を駆けるヴァンガード』リプレイ（表紙/挿絵）
- アークライト/新紀元社 『Role＆Roll』Vol.66 イラストレーターセッション「それいけ！はなてん中古車戦車隊」加藤ヒロノリ著（挿絵・プレイヤー参加）
- タイトー『悠久の車輪』（一部カードイラスト）
- サクセス　『君が死ぬほど君が好き！』番棚葵著（表紙/挿絵）
- アークライト『モンスターメーカー』(2018年リニューアル版イラスト)
- グループSNE『なかぬきパラダイス』(アートワーク)
- TOブックス『本好きの下剋上 公式コミックアンソロジー』シリーズ(イラスト)
- ポルカコミックス『転生貴族の異世界冒険録アンソロジーコミック2』(表紙)
- グループSNE『謎とき探偵 デューク&エルウィン』(パッケージイラスト)
- 日本心臓リハビリテーション学会 第7回四国支部地方会ポスター(イラスト)

### キャラクターデザイン
- キノスワールド - キャラクターデザイン[6]
- レジェンド オブ レガシー (フリュー)　- キャラクターデザイン
- マイナビニュース/マイナビ賃貸マスコットキャラクター「マイナビベア」
- ゲームマーケット公式マスコットキャラクター「チップ・コロ・バン」
- コンクリート・レボルティオ〜超人幻想〜（BONES・會川昇原作） - キャラクター原案及びコンセプトデザインを、いとうのいぢ、氷川へきると共同担当。
- 彗星のアルナディア (Aiming)　- キャラクターデザイン
- アライアンス・アライブ (フリュー)　- キャラクターデザイン
- BEATLESS　- クリーチャーデザイン